# John Bonventre
Giovanni Bonventre, detto "John" e "John Bonaventure" (Castellammare del Golfo, 18 aprile 1901 – Castellammare del Golfo, ... anni settanta), è stato un mafioso italiano, potente "capodecina" della Famiglia Bonanno di New York dal 1931 al 1957.

## Biografia

### Origini
Giovanni Bonventre nasce il 18 aprile 1901 a Castellammare del Golfo (provincia di Trapani), da Martino Bonventre e Carmela Magaddino. Aveva undici fratelli: Vincenza, Martino, Giuseppe, Caterina, Pietro, Arcangela, Vito, Cesare, Giuseppa, Carmela e Antonino. Sia i suoi parenti paterni che quelli materni erano delle potenti dinastie mafiose di Castellammare del Golfo; infatti i suoi cugini di primo grado erano Joseph Bonanno (figlio di sua zia Caterina Bonventre) e Stefano Magaddino ed i suoi fratelli, cugini per parte materna.

### I primi anni
Arrivato a New York con i suoi genitori e i suoi fratelli nella metà degli anni dieci, va ad abitare nella numerosa comunità castellammarese di Williamsburg, a Brooklyn. All'inizio degli anni venti, viene fatto ufficialmente uomo d'onore nella "Famiglia dei castellammaresi", guidata all'epoca da suo zio Vito Bonventre e da Nicola Schirò. Sempre nello stesso periodo si sposa con la compaesana Caterina Vitale, sorella del noto mafioso Vito Vitale di Detroit.
Il giovane Bonventre lavorava come "soldato" e contrabbandiere, nella "decina" di suo zio Vito Bonventre occupandosi di contrabbando di alcol in pieno proibizionismo. Nel 1923 lo raggiunge in America suo cugino Joseph Bonanno ed i due si mettono subito in società in varie attività legali ed illegali. Nel 1931 con la fine della famosa guerra castellammarese, come boss dell'intera "Famiglia" viene messo suo cugino Joe, che riorganizza la cosca, e nomina il suo fidato cugino Bonventre "capodecina" e suo braccio destro. Bonventre verrà naturalizzato cittadino americano il 6 agosto del 1946.

### Località frequentate
Bonventre risiedeva con la moglie al 115 di "Cleveland Street" a Brooklyn, e frequentava i bar e i ristoranti al 180 di "Forsythe street", al 141 e al 273 di "Central Avenue", ed inoltre frequentava spesso gli stati del Vermont, e del Wisconsin, dove tramite prestanomi aveva numerose società legali.

### Storia criminale
Nel corso degli anni Bonventre fu arrestato sia dalla polizia di New York, sia dall'FBI, i primi arresti erano stati per reati come: furto con scasso e sequestro di persona. Dalla fine degli anni quaranta, Bonventre viene indicato sia dalle autorità italiane sia da quelle americane, come uno dei capi del traffico di eroina a New York.

### Affari legali
Bonventre aveva numerose società ed aziende legali come il: "Levine e Bonventre" al 91 di Eastern Parkway, il "Green Garden Cafe" al 141 Central Avenue a Brooklyn, ed era in società con suo cugino Joe Bonanno nell'azienda agricola che produceva formaggi e mozzarelle il "Sunshine Dairy Farm" a Middletown.

### Modus operandi
Così è descritto nel 1958, nei documenti ufficiali dell'FBI: "Presente alla riunione mafiosa di Binghampton nel 1956, e a quella di Appalachin nel 1957. Con suo cugino Joe Bonanno, e con Joe Profaci è considerato uno dei capi della Mafia in America".

### Il ritorno in Sicilia
Nel 1956, Bonventre decide di tornare con la moglie nella natia Castellammare del Golfo. Nell'ottobre del 1957, partecipa alla riunione mafiosa dell'Hotel delle Palme, fra mafiosi siciliani e americani per discutere delle nuove rotte del traffico di eroina, ed un mese dopo torna a New York, per partecipare alla riunione di Appalachin.
Secondo le autorità americane, in quel periodo Bonventre non è un mafioso ritiratosi dalle attività criminali nella natia Sicilia, ma uno dei finanziatori del traffico di droga verso gli Stati Uniti. Nel 1965, Bonventre viene arrestato assieme ad altri 17 mafiosi Siciliani ed Americani per traffico di eroina dal giudice Aldo Vigneri, ma tutti gli imputati verranno assolti nel 1968. Giovanni Bonventre muore di cause naturali a Castellammare del Golfo, negli anni settanta.

## Mafiosi associati
Bonventre aveva rapporti di affari e di alleanza con i seguenti mafiosi:
- New York
  - James Zoleo
  - Carmine Galante
  - Frank Garofalo
  - Gaetano Lucchese
  - Joe Bonanno
  - Michelangelo Vitale, suo nipote e figlio di Vito
  - Santo Sorge
  - Frank Costello
- Buffalo
  - Antonino Magaddino
  - Stefano Magaddino
- Detroit
  - Vito Vitale, suo cognato
  - John Di Bella
- Colorado
  - Rosario Dionisio
- Sicilia
  - Lucky Luciano, deportato in Italia nel 1946
  - Cesare Manzella
  - Gaetano Badalamenti

## Fonti
- Mafia, The Secret File on Organized Crime
- www.lacndb.com